# Чаун-Чукотський ВТТ Дальбуду
Чаун-Чукотський ВТТ Дальбуду (рос. ЧАУН-ЧУКОТСКИЙ ИТЛ ДАЛЬСТРОЯ, Чаунчукотлаг, Чаун-Чукотский ИТЛ УСВИТЛа) — табірний підрозділ, що діяв в структурі Дальбуду.

## Історія
Чаунчукотлаг створений в 1949. Управління Чаунчукотлага розміщувалося в селищі Певек, Магаданська область (нині Чукотський автономний округ). В оперативному командуванні він підпорядковувався спочатку Головному управлінню виправно-трудових таборів Дальстрой, а пізніше Управлінню північно-східних виправно-трудових таборів Міністерства Юстиції СРСР (УСВИТЛ МЮ) (пізніше УСВИТЛ переданий в систему Міністерства Внутрішніх Справ).
Одноразова кількість ув'язнених могло досягати більше 11 000 чоловік.
Чаунчукотлаг припинив своє існування в 1957 році.

## Виконувані роботи
- робота на копальні «Красноармійський»,
- розвідка Валькумейського оловорудного родовища,
- видобуток олова на копальнях «Красноармійський», «Південний», «Куйві-Веєм»,
- робота на збагачувальних ф-ках 521 і 17, на копальні «Східний»,
- буд-во шахти № 4 на руднику «Валькумей», розширення рудника «Валькумей» і збагачувальної ф-ки 521-біс,
- робота на копальні «Ювілейний»,
- розширення Певекскої ТЕЦ, буд-во Чаунскої ЦЕС і ЛЕП-35 до копалень «Красноармійський» і «Куйвівеєм», автобази в Певеку,
- розширення порту в Певеку,
- буд-во автодороги Певек-Красноармійський, школи на приїску «Красноармійський», вітрових електростанцій в р-ні Певека, рем. майстерень, інтернату в Певеку.